# Sassolino

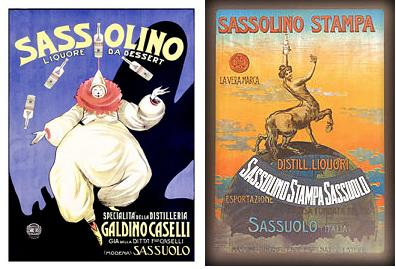
Dois rótulos da bebida

Sassolino é um licor italiano que nasceu em Sassuolo, província de Modena, em 1804, pela mão de especialistas suíços. A receita tem um forte sabor a anis, mas inclui também cominho, canela, funcho e absinto.
O sabor a anis é-lhe dado pelo extrato do anis-estrelado, o fruto do Illicium verum, uma planta originária da China, tal como acontece com a sambuca, e não das sementes da Pimpinella anisi como, por exemplo o ouzo da Grécia, ou o anisete francês). 